# 红亚尔 (伏尔加格勒州)
红亚尔（羅馬化：Krasnyy Yar）是俄罗斯伏尔加格勒州的市级镇，属日尔诺夫斯克区，位于顿河支流梅德韦季察河畔，在区行政中心日尔诺夫斯克南方、州府伏尔加格勒北方。
该地2021年人口有5,897人；2010年人口6,992；2002年人口7,710；1989年人口7,466。